# Silene auriculata
Silene auriculata är en nejlikväxtart. Silene auriculata ingår i släktet glimmar, och familjen nejlikväxter.

## Underarter
Arten delas in i följande underarter:
- S. a. auriculata
- S. a. lanuginosa